# Warren Meck
Warren H. Meck (17 de noviembre de 1956- 21 de enero de 2020) fue un profesor estadounidense de psicología y neurociencia en la Universidad de Duke. Es conocido por su interés en los mecanismos de cronometraje de intervalos y la percepción subjetiva del tiempo.

## Biografía

### Educación
Meck comenzó sus estudios universitarios en la Universidad Estatal de Pensilvania pero los abandonó y completó su educación en la Universidad de California en San Diego, obteniendo allí su licenciatura en psicología. Mientras estudiaba, también escribía. Terminó y publicó su primer trabajo de investigación en 1979. Luego, Meck fue a la Universidad de Brown y comenzó sus estudios de doctorado con Russell Church como asesor y finalmente se graduó con el título de  doctor en 1982.Después de terminar sus estudios, Meck comenzó a trabajar a tiempo completo como investigador científico en Brown. Se trasladó a la Universidad de Columbia y trabajó como profesor asistente en 1985 hasta su ascenso como profesor asociado en 1990. Tras su nombramiento, se convirtió en profesor titular en 2001, después de trabajar en el departamento de psicología de la Universidad de Duke en 1994.

### Carrera
Meck fue redactor jefe de la revista Timing & Time Perception. Su trabajo fue reconocido con un premio de la Eastern Psychological Association (EPA) (Asociación de Psicología del Este) en 1994 y la beca James McKeen Cattell Sabbatical Fellowship en 2002.Su trabajo apareció en destacados medios como The New York Times.
El trabajo de Meck en el campo del cronometraje y la percepción del tiempo se extendió a lo largo de aproximadamente medio siglo. Formó la comunidad de cronometraje de intervalos "TIMELY", así como la revista Timing & Time Perception. En base a esto, estuvo entre las personas que fundaron el Timing Research Forum (TRF). Su investigación fue elogiada como una «investigación empírica y teórica creativa, basada en el pensamiento independiente y la apertura a ideas nuevas y a veces disruptivas, que condujo a muchos saltos conceptuales que dieron forma fuertemente a los cambios en el espíritu de la época».

## Reconocimientos y legado
John C. Neill, profesor asociado de psicología en la Universidad de Long Island, elogió a Meck como «excepcionalmente autosuficiente». Patricia Agostino y Diego Golombek, profesores de la Universidad Nacional de Quilmes en Argentina, dijeron que «era un excelente científico y una persona verdaderamente excepcional».
Meck estaba casado al momento de su muerte el 21 de enero de 2020.